# Prachtastrapia
De prachtastrapia (Astrapia splendidissima) is een middelgrote zangvogel uit de familie Paradisaeidae (paradijsvogels) en de superfamilie Corvoidea. Het is een endemische vogelsoort uit Nieuw-Guinea. Het splendidissima in de soortaanduiding van de wetenschappelijke naam betekent zeer prachtig, schitterend.

## Beschrijving
Het mannetje en het vrouwtje van de prachtastrapia verschillen sterk van elkaar (seksueel dimorfisme). Volwassen mannetjes zijn 39 cm lang. Hij heeft een iriserende geelgroene veren op de kop, de nek en de schouder en mantel. De kin- en keelveren zijn metaalblauw en daarin weer een roodkoperkleurige keelvlek. Een volwassen vrouwtje is 37 cm lang, zij is bruinzwart van kleur met op de kop, nek en keel een zweem van groen tot blauw.

## Verspreiding en leefgebied
De prachtastrapia komt voor in de bergbossen en het centrale hoogland van Papoea (Indonesië) zoals het Sneeuwgebergte, het Sterrengebergte en de uitlopers daarvan in Papoea-Nieuw-Guinea.
Het leefgebied van de prachtastrapia bestaat uit nevelwouden, bosranden en secondair bos in de gebergtezone tussen 1750 en 3450  m (meestal tussen 2100 en 2700 m) boven de zeespiegel.

## Status
De vogel heeft een vrij groot verspreidingsgebied. Het betreft lastig toegankelijk gebied waardoor de prachtastrapia niet bedreigd wordt in zijn voortbestaan.